# Вико нел Лацио
Вѝко нел Ла̀цио (на италиански: Vico nel Lazio) е село и община в Централна Италия, провинция Фрозиноне, регион Лацио. Разположено е на 721 m надморска височина. Населението на общината е 2314 души (към 2010 г.).